# أبو راجه السندي
أبو راجه السندي (ت 321 هـ الموافق القرن العاشر الميلادي) كان عالمًا مسلمًا عربيًّا من أصل سندي (فيما يعرف الآن بباكستان). تخصص في دراسة القرآن الكريم والحديث الشريف والأدب العربي. وكان أيضًا معلمًا للعلماء العرب والإداريين والمسافرين إلى السند.